# 말라 페닝톤
말라 페닝톤(Marla Pennington, 1954년 3월 5일 ~ )은 미국의 배우, 텔레비전 배우, 영화배우이다.
버뱅크에서 태어났다.

## 영화
- 슈퍼소녀 비키 (1985년)
- 별난 학교 동창회 (1982년)
- 짐, 더 월즈 그레이티스트  (1976년)